# Antonio Barreca
Antonio Barreca (Turijn, 18 maart 1995) is een Italiaans voetballer die doorgaans als linksback speelt. Hij tekende in juli 2018 een contract tot medio 2023 bij AS Monaco, dat hem overnam van Torino.

## Clubcarrière
Barreca werd geboren in Turijn en speelde in de jeugd bij Torino. Tijdens het seizoen 2014/15 werd hij verhuurd aan AS Cittadella, waarvoor hij 38 wedstrijden speelde in de Serie B. Het seizoen erop speelde de linkerverdediger op huurbasis voor Cagliari Calcio. In 2016 keerde hij terug bij Torino. Op 18 september 2016 debuteerde Barreca in de Serie A tegen Empoli. In 2018 werd Barreca verkocht aan AS Monaco. Ook Monaco verhuurde hem meermaals, aan Newcastle United FC, Genoa CFC en ACF Fiorentina.

## Interlandcarrière
Bareca kwam uit voor meerdere Italiaanse nationale jeugdelftallen.

## Erelijst
Cagliari Calcio
- Serie B

2015/16